# Deurdranger

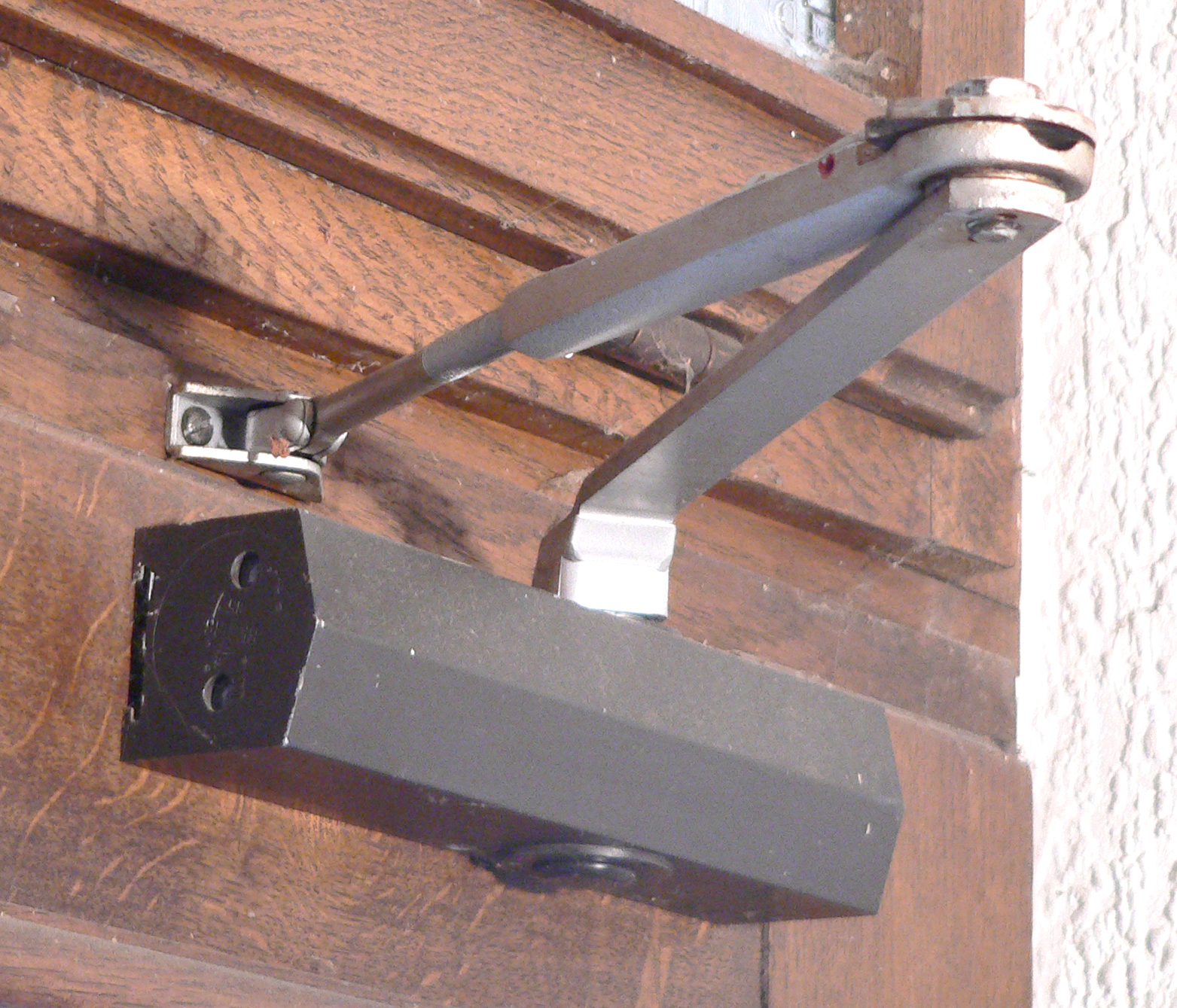
Deurdranger

Een deurdranger of kortweg dranger, ook wel deursluiter genoemd, is een mechaniek dat aan de bovenkant van een deur wordt gemonteerd en ervoor zorgt dat de deur na opening automatisch sluit. De werking is hetzelfde als bij een vloerveer of vloerpot.
In principe is het een metalen huis met de mogelijkheid deze met schroeven stevig aan de deur of het kozijn te bevestigen, afhankelijk van de situatie. In dit huis zit een sterke stalen veer in een oliebad, die om een as zit bevestigd. Deze as steekt naar buiten. Op deze as wordt een hefboom gemonteerd met aan het einde een scharnierpunt voor een tweede hefboom, die aan de deur of het kozijn wordt vastgeschroefd. Deze tweede hefboom heeft ook een (na)stelmogelijkheid. Een huls met inwendig schroefdraad zit om een asje met schroefdraad. Door deze meer of minder aan te draaien kan het apparaat naar behoefte afgesteld worden.
Als de deur wordt geopend wordt de veer binnenin gespannen door de hefbomen en zodra de deur wordt losgelaten zal de deur zich sluiten door de kracht van de gespannen veer.
Een dranger wordt tot de categorie hang-en-sluitwerk gerekend.